# Francis Barrington
Francis Barrington, 1er baronnet de Barrington Hall, Essex (1560-3 juillet 1628) est un militant et homme politique puritain, qui est député d'Essex de 1601 à 1604, puis de 1620 à 1628.
Il est l'un des membres les plus riches de la gentry d'Essex, et est un ardent défenseur de la réforme de l'Église d'Angleterre, avec des liens familiaux avec de nombreux autres militants puritains. Cela lui permet d'exercer une influence significative au sein du Parlement, où il s'oppose aux politiques religieuses et étrangères de Jacques et de Charles Ier.
En 1626, il est emprisonné pour avoir refusé d'aider à collecter l'emprunt forcé, une tentative de Charles de lever des impôts sans l'approbation du Parlement qui préfigure les luttes ultérieures pour l'argent des navires dans les années 1630. Barrington est libéré en raison de problèmes de santé en janvier 1628 mais est décédé le 3 juillet.
Son opposition fait de lui un héros populaire au sein de la communauté puritaine ; quarante ans après sa mort en 1670, il est décrit comme « l'un des miroirs de notre temps ».

## Biographie
Barrington est né en 1560, fils aîné de Thomas Barrington de Hatfield Broad Oak, Essex (1530-1581) et de sa seconde épouse Winifred Pole (c.1525-1602), fille cadette de Henry Pole (1er baron Montagu) et apparentée par alliance à Henry Hastings (3e comte de Huntingdon). Thomas lui-même est un puritain dévot, qui transmet ses croyances à son fils; Winifred est condamné à une amende pour récusation catholique en 1582, mais se convertit au protestantisme juste avant sa mort en 1602.
Il a une demi-sœur du premier mariage de son père, Elizabeth (vers 1550-1583), un frère cadet Henry, décédé sans enfants, et une sœur, Katherine (vers 1565-1623), qui épouse William Bourchier (1599 -1631). Son fils aîné John Bourchier (régicide) (en) (1595-1660) est un régicide qui vote pour l'exécution de Charles Ier en janvier 1649.
En 1579, Barrington épouse Joan Cromwell (vers 1568-1641), tante des futurs dirigeants parlementaires Oliver Cromwell et John Hampden. Démontrant une fois de plus les liens étroits au sein de la communauté puritaine, sa sœur Frances épouse Richard Whalley et leur fils Edward Whalley est un autre régicide.
Ils ont neuf enfants survivants, dont quatre fils, Thomas (c.1585-1644), Robert (?-1642), Francis (?-avant 1628) et John (?-1631), décédé aux Pays-Bas au cours de la guerre de quatre-vingts ans. De leurs cinq filles, Elizabeth est mariée à William Masham et Mary à Gilbert Gerard, Winifred à William Meux. Ses trois gendres et ses deux fils aînés sont députés à un moment ou à un autre ; ces liens familiaux placent Barrington au centre d'une puissante clique politique.

## Carrière

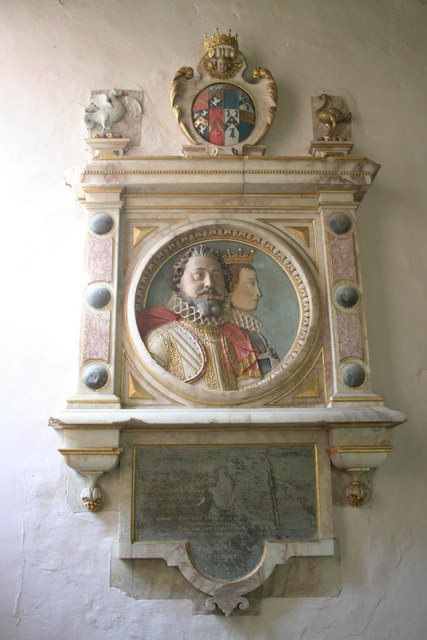
Monument au puritain Robert Rich, 1er comte de Warwick ; Barrington a partagé et soutenu ses politiques religieuses et politiques

Barrington est diplômé du Trinity College de Cambridge en 1580, puis se rend à Genève, ville natale de John Calvin, où il est rejoint par son cousin puritain Francis Hastings. Il rentre chez lui à la fin de 1581 et joue un rôle actif dans l'administration locale, bien qu'il ait été élu pour la première fois député d'Essex en 1601. L'année suivante, il hérite des vastes domaines de sa mère dans le Yorkshire, le Lincolnshire et l'île de Wight, élargissant encore son influence politique.
Après la mort d’Élisabeth Ire en mars 1603, Barrington est invité à Theobalds House dans le Hertfordshire pour saluer le nouveau roi Jacques Ier lors de sa progression d'Édimbourg à Londres, et écrit à son tailleur pour lui demander des conseils sur les vêtements qu'il doit porter. Adoubé par Jacques, il est réélu pour l'Essex en 1604 avec le soutien de Robert Rich (1er comte de Warwick), un fervent calviniste. Les deux hommes créent une alliance politique entre leurs familles qui continue dans les années 1640 et au-delà; un autre puritain, le comte de Sussex, dont la résidence principale est dans l'Essex, est nommé Lord-lieutenant de l'Essex en 1603, Barrington étant son adjoint.
Barrington compile un rapport pour le Parlement détaillant le clergé d'Essex considéré comme religieusement malsain et siège à diverses commissions pour réglementer l'Église d'Angleterre. Alors qu'il parle rarement aux Communes, il est nommé à tant de comités qu'il ne peut pas assister à tous. Son statut est reconnu en 1606 lorsqu'il devient membre honoraire de Gray's Inn, mais en 1607, il est démis de ses fonctions de juge de paix local pour son opposition à l'union politique entre l'Angleterre et l'Écosse, la pièce maîtresse du programme législatif de Jacques Ier. Restauré en tant que juge de paix en 1610, le 29 juin 1611, il achète un titre de baronnet pour 1 095 £. Il ne se présente pas aux élections au « Parlement stérile » de courte durée en 1614.
Barrington utilise sa richesse et ses relations familiales pour augmenter ses domaines et son pouvoir politique. En 1612, il achète Hatfield Manor à Robert Rich pour 8 000 £ et commence la construction de Barrington Hall (en). Il tente également d'acquérir la forêt voisine de Hatfield, poursuivant une vendetta infructueuse contre son propriétaire catholique, Lord Monteagle. Après la mort de Rich en 1619, Barrington devient le personnage politique principal d'Essex et est élu au Parlement en 1621 et 1624. En plus de préconiser la nomination du clergé puritain à des postes au sein de l'Église d'Angleterre, Barrington est un patron enthousiaste du « clergé pieux », l'un de ses amis proches étant James Ussher, chef de l'Église d'Irlande de 1625 à 1656.
Comme le fils de Barrington, John, de nombreux contemporains anglais combattent pendant la guerre de Trente Ans et sont préoccupés par la politique pro-espagnole de Jacques et son incapacité à soutenir son gendre Frédéric V du Palatinat. Il meurt en mars de 1625 et est remplacé par son fils Charles Ier, qui convoque un nouveau Parlement en avril. En tant que député d'Essex, Barrington soutient le duc de Buckingham, qui veut déclarer la guerre à l'Espagne. Il est nommé au comité chargé de sa préparation et engage une action contre le comte pro-espagnol de Middlesex. Cependant, cette session voit le début d'un conflit sur les taxes telles que Ship Money qui domine le règne de Charles et conduit finalement à la première guerre civile anglaise en août 1642.

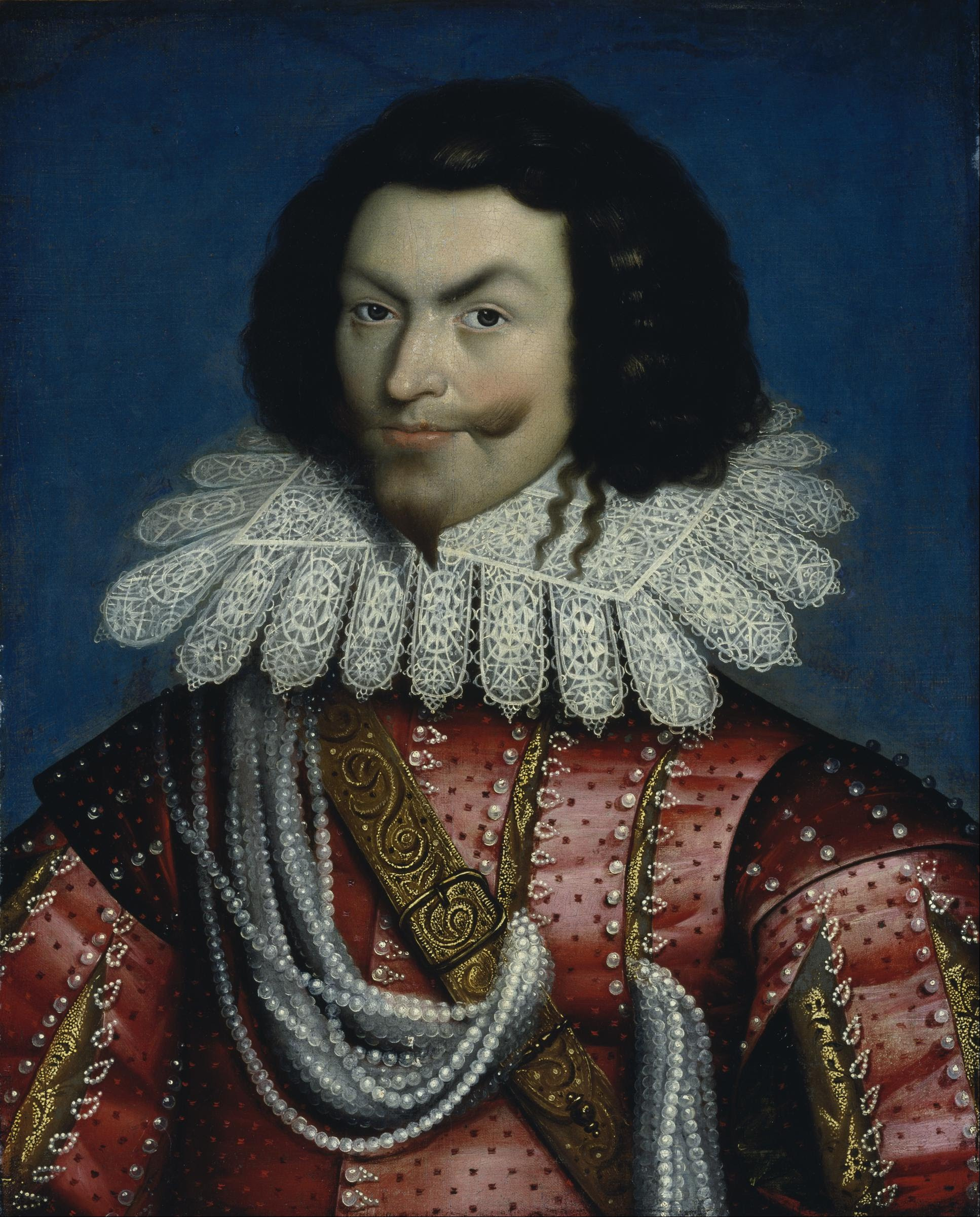
Buckingham Barrington a soutenu sa politique anti-espagnole mais a soutenu les efforts pour le destituer en 1626

En temps de paix, les « tonnages et fourrières », ou droits de douane, sont la principale source de revenus de la Couronne et généralement approuvés pour tout le règne. Le Parlement cherche maintenant à en faire une subvention annuelle, augmentant le contrôle sur la politique, une action inacceptable pour Charles qui le dissout en août. Il tente de gagner le soutien des modérés en déclarant la guerre à l'Espagne en septembre ; dirigé par Buckingham, le résultat est la désastreuse expédition de Cadix.
Lorsque le Parlement est rappelé en 1626 pour approuver de nouvelles taxes, ils insistent pour que Buckingham soit d'abord destitué. Charles refuse et le dissout en juin. Bien que n'étant pas directement impliqué, son fils Thomas siège à plusieurs comités mis en place pour examiner la conduite de la guerre par Buckingham. Barrington est clairement perçu comme un adversaire, puisqu'il est démis de ses fonctions de lieutenant-adjoint d'Essex et perd de nouveau son poste de juge de paix.
N'ayant pas réussi à obtenir de l'argent du Parlement, Charles impose en septembre un emprunt forcé pour financer sa politique étrangère. Barrington est nommé commissaire pour sa collecte dans l'Essex, le rendant effectivement responsable de la totalité du montant; quand il refuse, il est arrêté et détenu dans la prison de Marshalsea, avec sa femme et sa fille Ruth. Sa santé décline rapidement et il est libéré en janvier 1628. Considéré comme un héros populaire pour son opposition à l'Emprunt, Barrington est réélu en mars 1628, mais meurt le 3 juillet. Il est remplacé par son fils Thomas et enterré à l'église de St Mary the Virgin, à Hatfield Broad Oak.

## Sources
- John Burke, A Genealogical and Heraldic History of the Extinct and Dormant Baronetcies of England, Ireland and Scotland, Scott, Webster, and Geary, 1841
- Arthur Collins, The English Baronetage: Containing a Genealogical and Historical Account of All the English Baronets, Volume I, Thomas Wotton, 1741
- William Courthope, Synopsis of the Extinct Baronetage of England, G. Woodfall, 1835
- Cust, « Charles I, the Privy Council, and the Forced Loan », Journal of British Studies, vol. 24, no 2,‎ 1985 (JSTOR 175703)
- Lowndes, « The History of the Barrington Family », Transactions of the Essex Archaeological Society, Volume I,‎ 1878 (lire en ligne)
- G. Alan Lowndes, Seventh Report of the Royal Commission on Historical Manuscripts, HMSO, 1870
- Conrad Russell, King James VI and I and His English Parliaments: The Trevelyan Lectures Delivered at the University of Cambridge, 1995 (ISBN 978-0198205067)
- John Spurr, English Puritanism, 1603-1689, Palgrave, 1998 (ISBN 978-0333601884)
- Arthur Seale, Barrington family letters, 1628-1632, Royal Historical Society, 1983
- Andrew Thrush, BARRINGTON, Sir Francis (c.1560-1628), of Barrington Hall and Priory House, Hatfield Broad Oak, Essex and Hackney, Mdx in The History of Parliament: the House of Commons 1604-1629, CUP, 2010 (lire en ligne)
- (en) David Scott, « Bourchier, Sir John (1595-1660) », dans Oxford Dictionary of National Biography, Oxford University Press, 2004 (lire en ligne ).
- (en) Andrew Thrush, « Barrington, Sir Francis, first baronet (c. 1560–1628) », dans Oxford Dictionary of National Biography, Oxford University Press, 2004 (lire en ligne ).
- (en) Brett Usher, « Rich, Robert, first earl of Warwick (1559?-1619) », dans Oxford Dictionary of National Biography, Oxford University Press, 2004 (lire en ligne ).
- (en) William MacDonald, « John Pym: Parliamentarian », Historical Magazine of the Protestant Episcopal Church, vol. 38, no 1,‎ 1969.